# Sumpvipa
Sumpvipa (Vanellus leucurus) är en vadare i familjen pipare (Charadriidae). Den häckar i västra och centrala Asien i grunda sumpmarker och flyttar delvis till södra Asien, Mellanöstern och nordöstra Afrika. I Europa är den en sällsynt gäst, med ett tiotal fynd i Sverige. Det globala beståndet anses vara livskraftigt.

## Utseende och läte
Sumpvipan är en smal medelstor vipa som mäter 26–29 cm och har en upprätt kroppshållning. Den har mycket långa gula ben och ganska lång mörk näbb. Den adulta fågeln har brungrå ovansida och hals, ljusare ansikte, grått bröst och vit buk och undergump. Den har helvit stjärt och en distinkt och kontrastrikt tecknad vinge i brunt, vitt och svart. Juvenila fåglar är ljusare och har en fläckig rygg och stjärten kan ha bruna inslag.

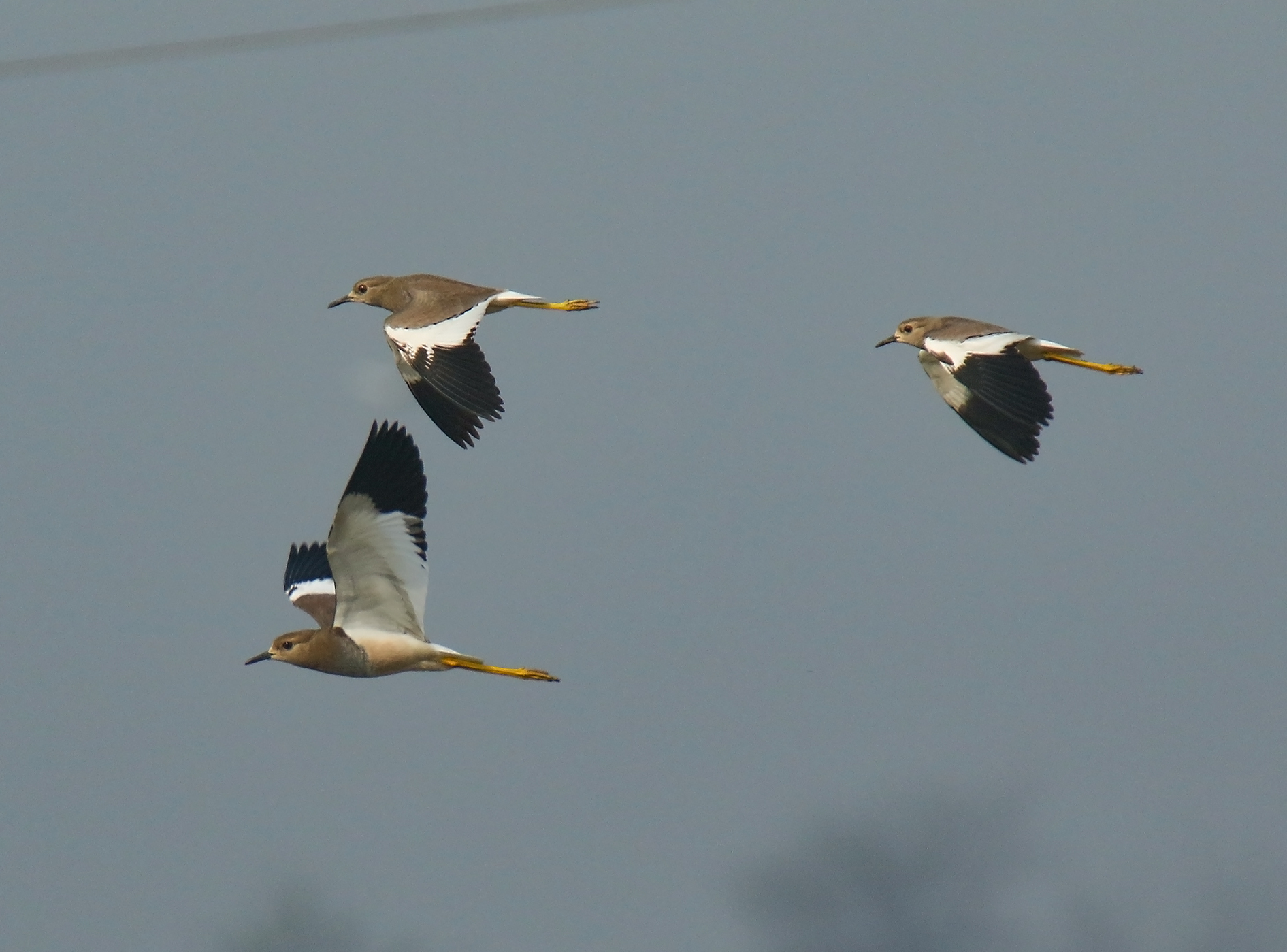
Notera den helvita stjärten och vingovansidans teckning i brunt, vitt och svart.

Dess läte under häckningstid beskrivs i engelsk litteratur som ett peewit, som påminner om tofsvipans.

## Utbredning
Sumpvipan häckar från sydvästra Asien till Centralasien. Mer detaljerat förekommer den lokalt i Turkiet och sällsynt i Kaukasus samt från sydostligaste europeiska delen av Ryssland, Iran, Irak och Syrien till Kazakstan, Uzbekistan och Turkmenistan. Den hittas även lokalt i Jordanien och i Gulfstaterna österut till Förenade Arabemiraten. Tillfälligt har den häckat i Rumänien, Ukraina och Kuwait.
Populationerna i Irak och Iran är mestadels stannfåglar medan de övriga populationerna flyttar söderut om vintern till södra Asien, Mellanöstern och nordöstra Afrika. 

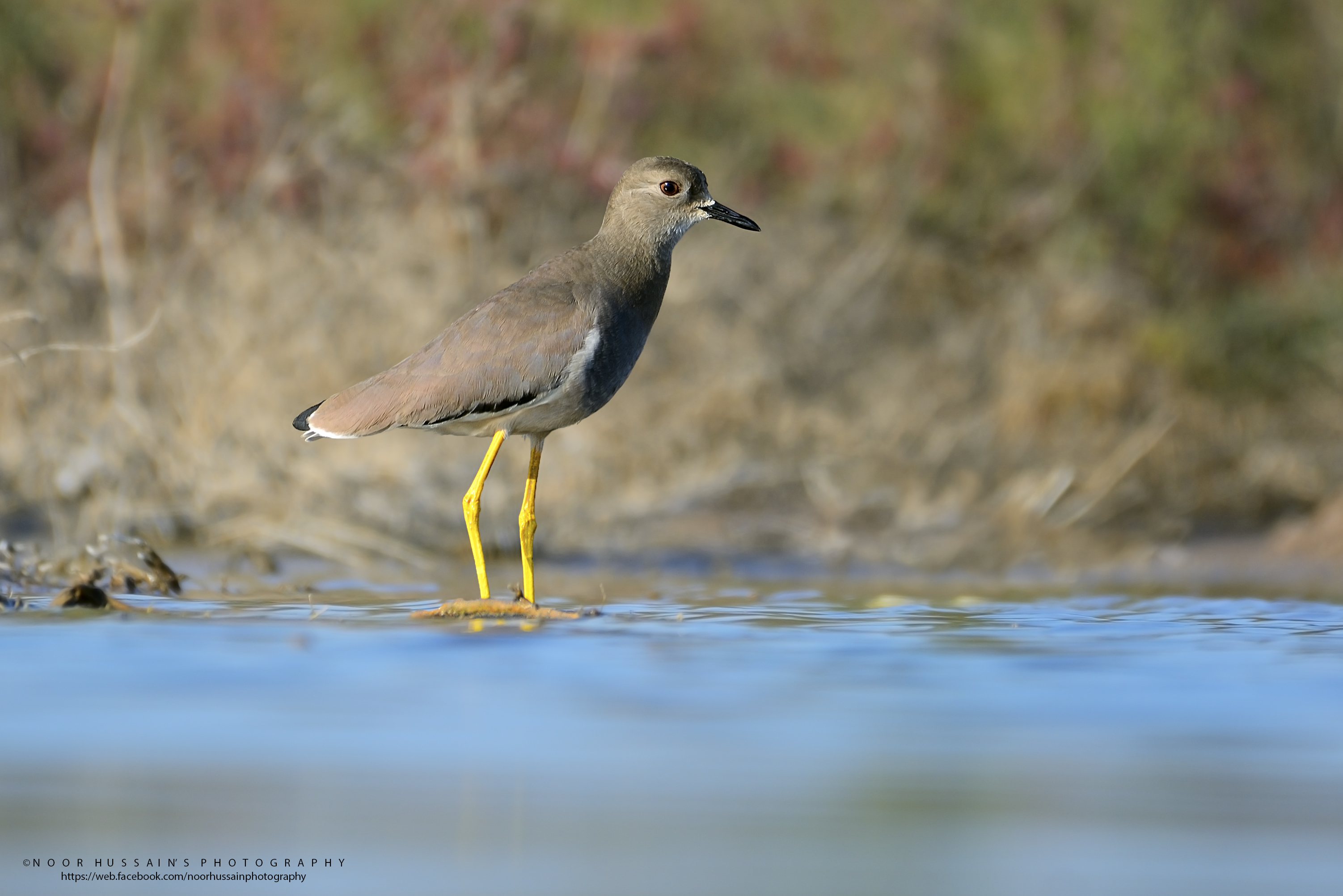
Sumpvipa fotograferad i Pakistan.

Den är en sällsynt gäst i Västeuropa men har observerats i ett flertal av dess länder, bland annat i Storbritannien och alla Nordens länder förutom Island. År 2000 häckade arten i Rumänien vilket var första observerade häckningen i Europa. I Sverige finns tolv godkända fynd, det första på Mörkö i Södermanland 1975.

## Systematik
Sumpvipan är närmast besläktad med arterna stäppvipa (V. gregarius) och gråhuvad vipa (V. cinereus). Den behandlas som monotypisk, det vill säga att den inte delas in i några underarter.

## Ekologi
Sumpvipan häckar i glesa kolonier i träskområde i inlandet. På flytten rastar den oftare vid åar, kanaler och diken med frodig växtlighet istället för vid öppna dystränder. Den lägger fyra ägg i ett bo placerat på marken. Sumpvipan är den enda vipa som vadar i lite djupare vatten där den födosöker efter insekter och andra små byten som den främst plockar ifrån ytan. 

## Status och hot
Sumpvipan är en av arterna som ingår i Agreement on the Conservation of African-Eurasian Migratory Waterbirds (AEWA). Arten har ett stort utbredningsområde och en stor population, dock med oklar utveckling globalt. Utifrån dessa kriterier kategoriserar IUCN arten som livskraftig (LC). Världspopulationen uppskattas till mellan 20 000 och 130 000 individer.

## Namn
Sumpvipans vetenskapliga artnamn leucurus betyder "vitstjärtad", en latinisering av grekiska leukouros.